# NGC 4051
NGC 4051 је спирална галаксија у сазвежђу Велики медвед која се налази на NGC листи објеката дубоког неба.
Деклинација објекта је + 44° 31' 55" а ректасцензија 12h 3m 9,6s. Привидна величина (магнитуда) објекта NGC 4051 износи 10,0 а фотографска магнитуда 10,8. Налази се на удаљености од 17,0000 милиона парсека од Сунца. NGC 4051 је још познат и под ознакама UGC 7030, MCG 8-22-59, CGCG 243-38, IRAS 12005+4448, PGC 38068.